# Carl Deelsbo
Carl Nicolaus Persson Deelsbo, född 13 april 1892 på Åsen vid Bollnäs, död 14 maj 1990 i Nacka, var en svensk konstnär och konstpedagog.
Han var son till smedmästaren Carl Gustaf Mesch och Margareta Östman samt halvbror till konstnären Fritiof Strandberg.
Efter folkskola och en kortare tid vid ett privat läroverk och studier vid olika aftonskolor sökte sig Deelsbo till Althins målarskola i Stockholm där han studerade 1909. På hösten 1910 blev han elev vid Konsthögskolan där han studerade för Oscar Björk, han avbröt studierna och vistades 1912–1913 i Paris. När han återkom till Sverige tog han upp studierna vid Konsthögskolan, men studerade nu skulptur för Theodor Lundberg, han följde även undervisningen i Axel Tallbergs etsningsskola. När han utexaminerades från skolan 1919 begav han sig på studieresor till Danmark och Norge. Senare blev det studieresor till Mellaneuropa, Italien och Dresden där han stannade en längre tid. 
Efter återkomsten till Sverige etablerade han Deels konst och reklamskola i Stockholm som han drev 1930–1935. Han vistades i Estland 1935–1937 och bodde i över ett år i Petchory där han målade motiv ur de ortodoxa munkarnas liv.
Deelsbo debuterade i en utställning i Stockholm 1909 och medverkade under 1920-talet i ett flertal samlingsutställningar. Hans konst består av landskap, miljöbilder och porträtt.  
Deelsbo är representerad vid Nationalmuseum, Statens museum for Kunst och i Berlin.
Carl Deelsbo är begravd på Skogskyrkogården i Stockholm.